# 남장희
남장희(南章熙, 1877년 음력 1월 7일 ~ 1953년 1월 15일)는 일제강점기의 조선귀족 남정철 남작의 장남이며 아버지의 남작위를 습작한다. 본관은 의령이다.

## 생애
1891년 별시(別試)에 합격한 뒤 1897년부터 비서원과 홍문관, 사헌부 등에서 벼슬을 지냈다. 1916년 남정철이 사망하자 남작위를 습작했다.
1949년에 반민족행위처벌법에 따라 반민특위가 활동을 개시하였을 때, 조선귀족으로서 당연범으로 체포 대상이 되었다. 그러나 해체될 때까지 체포되지 않아 1949년 8월 20일 미체포자 명단에 포함되어 있었다.
1997년 이완용의 증손자가 소송을 통해 이완용 소유였던 땅을 돌려 받은 후, 남장희의 후손도 남장희 소유의 땅을 되찾겠다는 소송을 낸 바 있다.
2008년 민족문제연구소에서 친일인명사전에 수록하기 위해 정리한 친일인명사전 수록예정자 명단에 아버지 남정철과 함께 선정되었으며 2009년 친일반민족행위진상규명위원회가 발표한 친일반민족행위 705인 명단에도 포함되었다.